# 綠色餐飲指南
綠色餐飲指南（英語：Green Dining Guide，GDG）是2018年在台灣成立，推動綠色餐飲的活動，由黃俊誠及何佳穎共同創辦，希望整合理念相同的餐廳，在台灣推广綠色飲食。
黃俊誠和何佳穎原本是希望藉由小農市集推廣有機農產品。後來觀察到台灣人外食程度高，希望可以邀請餐廳共同推廣綠色餐飲，從而擴大有機農產品的需求。因此成立綠色餐飲指南。
2022年，參照英國永續餐廳協會標準，推出綠色餐廳評鑑制度。

## 外部連結
- 綠色餐飲指南 Green Dining Guide的Facebook專頁